# Běncǎo Gāngmù
Il Běncǎo Gāngmù (本草綱目T, 本草纲目S, Pen3-ts'ao3 kang1-mu4W, lett. "Principi e specie delle radici e delle erbe") o Compendio di Materia Medica è un'enciclopedia medica e naturalistica compilata da Li Shizhen negli ultimi decenni del XVI secolo. È uno dei più importanti esempi di běncǎo, un genere di opere che fa riferimento alla letteratura farmacologica e che classifica le sostanze prescritte nella medicina cinese in base a gusto, tossicità, apparenza e presenza o assenza di calore. Questi testi possono talvolta includere anche sezioni sulla storia naturale e sulle proprietà di ogni singola sostanza, il che li ha resi particolarmente utili per lo studio delle piante, degli animali e dei minerali in tutta la storia della Cina.

## Descrizione
Il Běncǎo Gāngmù è composto da quasi 2 milioni di caratteri divisi in 52 capitoli e descrive 1 892 sostanze, delle quali 374 erano inedite. A differenza dei běncǎo precedenti, questa enciclopedia fa affidamento anche su fonti non prettamente scientifiche, come poesie, cronache storiche e racconti. La sua struttura è ispirata al Zhenglei Bencao di Tang Shenwei. Il termine gāngmù fa riferimento alla struttura del Tongjian gangmu del filosofo neoconfuciano Zhu Xi, basato su una macroclassificazione (gang) accompagnata da un'analisi più dettagliata (mu).
La prima ristampa dell'opera risale al 1596, alla quale ne sono seguite molte altre, ma sempre composte dagli stessi elementi base. L'opera si apre con del materiale introduttivo che include una prefazione del noto studioso della dinastia Ming Wang Shizhen (1526-1590), una raccolta di 1109 illustrazioni disegnate da Li Jianyuan, figlio di Li Shizhen, una tabella di contenuti e una prefazione dell'autore stesso.
L'opera prosegue con una cronistoria della letteratura běncǎo accompagnata da una bibliografia delle fonti utilizzate e da una lista dei precedenti běncǎo e delle sostanze in essi descritte. Segue una descrizione dettagliata sui due běncǎo più noti, lo Shennong bencao jing e il Mingyi bielu, che Li Shizen attribuisce a Tao Hongjing (anche se del secondo non se ne conosce la paternità). La parte successiva include una discussione dell'autore sui principi medici come la stagionalità, i sistemi organico-funzionali e il sapore, e sul principio dello yin e yang applicato alla prescrizione medica. Segue una sezione sulla teoria e la pratica della farmacologia cinese, compresa una digressione sulle interazioni delle sostanze e una lista di materiali classificati per tipo di malattia da trattare.
La restante parte consiste nelle descrizioni di ogni sostanza, inclusi materiali elementari come acqua e fuoco, pietre, strumenti, piante, animali e esseri umani, ordinandoli in base a una personale idea di nobiltà dell'autore.

## Pubblicazione
L'opera fu pubblicata postuma nel 1596 a Nanchino e fu probabilmente distribuita in edizione limitata e destinata ai pochi professionisti che potevano permettersi un'opera del genere. Il ruolo di Li Jianyuan fu decisivo nella pubblicazione del capolavoro di suo padre. Fu infatti lui a presentare l'opera all'imperatore, guadagnandosi il suo benestare per la stampa.
Le successive ristampe seguirono nel 1603, 1606 e 1640, oltre alle numerose edizioni apparse nel XXI secolo. L'edizione del Jiangxi del 1603 include un encomio di Li Jianyuan all'imperatore e altre prefazioni, mentre quelle successive includono più immagini, comprese alcune dell'edizione originale ma modificate sensibilmente.
All'opera seguì l'importante Correzione delle omissioni nel Compendio di Materia Medica (Bencao gangmu shiyi) del medico Zhao Xuemin (1719-1805), che a partire dal 1871 venne allegata come appendice al Běncǎo Gāngmù.